# Ehrentreffer
Der Ehrentreffer ([ˈeːrəntrɛfɐ], synonym: Ehrentor) ist bei Torspielarten der während eines Spiels einzig erzielte Treffer einer verlierenden Mannschaft. Üblicherweise ist es der letzte Treffer eines Spiels, bei dem die Gewinnermannschaft einen Kantersieg mit einer hohen Anzahl eigener Treffer erringt, der Verlierermannschaft jedoch wegen ihres einen Treffers Respekt gezollt wird dafür, dass sie sich trotz des uneinholbaren Rückstands nicht aufgegeben hat. Der Ehrentreffer ist abzugrenzen vom Anschlusstreffer, durch den die nach Treffern zurückliegende Mannschaft den Rückstand auf einen Treffer verkürzt.
Beispiel: Der Treffer der brasilianischen Mannschaft zum 1:7 gegen Deutschland im Fußball-WM-Halbfinale 2014.